# 上野博史
上野 博史（うえの ひろふみ、1938年5月15日 - ）は、日本の農林官僚。大臣官房長、食糧庁長官、農林水産事務次官を歴任し、退官後は農林中央金庫理事長を務めた。

## 人物
鹿児島県生まれ。東京大学法学部第2類（公法コース）を卒業し、1962年に農林省へ入省。同省において、1988年経済局国際部長、1990年大臣官房総務審議官、1991年農蚕園芸局長、1992年農林水産省大臣官房長、1994年食糧庁長官といった要職を務めたのち、1995年に農林水産事務次官に就任した。退官後は、1998年から農林漁業信用基金理事長を務めたのちに、2000年に角道謙一（元農水事務次官）の後任として農林中央金庫理事長に就任した。しかし、リーマン・ショックの影響を受けて2008年には農林中金の業績は悪化し、1兆9000億円もの資本増強を実行することとなった。上野はこの業績不振の責任を取るかたちで2009年に理事長を退任した。2018年春の叙勲で、瑞宝重光章を受章。

## 略歴
- 1961年9月 国家公務員上級甲種試験（法律）を合格[6]
- 1962年4月 農林省入省
- 1970年8月 農地局農政課課長補佐
- 経済企画庁総合計画局副計画官
- 畜産局自給飼料課課長補佐
- 構造改善局農政部農政課課長補佐
- 構造改善局総務課課長補佐
- 構造改善局総務課付
- 1977年2月 在ジュネーヴ国際機関日本政府代表部一等書記官
- 1981年1月 食糧庁管理部主計課長
- 1982年8月 経済局国際部国際経済課長
- 1984年8月 水産庁漁政部協同組合課長
- 1986年6月 大臣官房予算課長
- 1988年4月 経済局国際部長
- 1990年 大臣官房総務審議官
- 1991年 農蚕園芸局長
- 1992年 大臣官房長
- 1994年 食糧庁長官
- 1995年 農林水産事務次官
- 1996年 辞職